# Etesiolaus
Etesiolaus là một chi bướm ngày thuộc họ Lycaenidae.